# Catherine Burns
Catherine Burns (* 25. September 1945 in New York City, New York; † 2. Februar 2019) war eine US-amerikanische Schauspielerin.

## Biografie
Catherine Burns begann ihr Schauspielstudium in den späten 1960er Jahren an der renommierten American Academy of Dramatic Arts (AADA) in ihrer Heimatstadt, wo so bekannte Mimen wie Lauren Bacall, Anne Bancroft, Gena Rowlands oder Spencer Tracy ihre Ausbildung absolviert hatten. Ihr Debüt im US-amerikanischen Fernsehen feierte sie 1968 mit der Rolle der Mary Warren in Alex Segals The Crucible, einer Verfilmung des bekannten, gleichnamigen Theaterstücks von Arthur Miller. In dem zweifach für den US-amerikanischen Fernsehpreis Emmy nominierten Drama agierte sie unter anderem neben George C. Scott, Melvyn Douglas und Tuesday Weld. Der Part der Mary Warren sollte exemplarisch für ihre zukünftige Auswahl ihrer Rollen stehen, in denen Burns meist schwachen, naiven und beeinflussbaren Charakteren oder scheuen Außenseitern ein Gesicht gab. Im selben Jahr erschien sie erstmals am New Yorker Broadway in der Premiere von Jay Presson Allens The Prime of Miss Jean Brodie (1968), das auf dem gleichnamigen Bestsellerroman von Muriel Spark basierte. Die Geschichte um eine progressive junge Lehrerin (gespielt von Zoe Caldwell), die mit ihren Erziehungsmethoden an einer schottischen Internatsschule in den 1930er Jahren scheitert, war Erfolg beim US-amerikanischen Publikum beschieden. In dem Stück, das es innerhalb eines Jahres auf 396 Aufführungen brachte und kurze Zeit später erfolgreich von Ronald Neame mit Maggie Smith in der Titelrolle verfilmt werden sollte, mimte Burns die intelligente, an Naturwissenschaft interessierte Schülerin Monica, die durch Wutanfälle auf sich aufmerksam macht. Dies brachte ihr den Clarence Derwent Award als erfolgversprechendste Broadway-Darstellerin ein.
Der Durchbruch als Filmschauspielerin sollte Catherine Burns 1969 mit ihrem Kinodebüt in Last Summer gelingen, das in Deutschland unter dem effektheischenden Titel Petting veröffentlicht wurde. Das Drama von Frank Perry erzählt von den ziellosen Jugendlichen Sandy, Dan und Peter (gespielt von Barbara Hershey, Bruce Davison und Richard Thomas), die auf der Schwelle zum Erwachsenwerden stehen. Alle drei verbringen einen Sommer auf der New York vorgelagerten Ferieninsel Fire Island und werden ihrer erwachenden Sexualität bewusst. Einen zentralen Part spielt die dickliche und einsame 15-jährige Rhoda, die ihre Schüchternheit überwindet und sich der Gruppe anschließt. Der Idealismus des Mädchens, das im Gegensatz zu den anderen weiß, was sie will, wird von Sandy, Dan und Peter gebrochen, erst durch psychische, später durch körperliche Gewalt. Last Summer war Erfolg bei Kritikern beschieden, die das Werk vor allem aufgrund der Leistungen des jungen und kaum im Kino erprobten Schauspielensembles lobten, allen voran Catherine Burns. Die Rolle der Rhoda brachte ihr 1970 den Preis der Filmkritikervereinigung von Kansas City als beste Nebendarstellerin ein. Bei der Oscarverleihung im gleichen Jahr war Burns in selbiger Kategorie für den Academy Award nominiert, musste sich aber ihrer Landsfrau Goldie Hawn (Die Kaktusblüte) geschlagen geben. Im selben Jahr erhielt sie den New Yorker Theatre World Award für Dear Janet Rosenberg, Dear Mr. Kooning. In dem 2-Personen-Stück mimte Burns die 19-jährige Janet, die das Zusammentreffen mit ihrem Lieblingsschriftsteller (gespielt von Kevin O’Connor) nach und nach zur jungen und erfolgreichen Schriftstellerin reifen lässt.
Während sich für Barbara Hershey, Bruce Davison und Richard Thomas Last Summer als Karrieresprungbrett erwies, gelang es Catherine Burns nicht, an den Erfolg ihrer ersten Kinorolle anzuknüpfen. Nach Fred Coes Tragikomödie Ich, Natalie (1969) und der weiblichen Hauptrolle neben Richard Thomas in dem Jugenddrama Red Sky at Morning konzentrierte sich die Schauspielerin auf eine Karriere im Fernsehen und war oft mit einmaligen Gastauftritten in bekannten Serien wie Liebe, Lüge, Leidenschaft (1969), Die Waltons (1973), Make-Up und Pistolen und Die Sieben-Millionen-Dollar-Frau (beide 1976) vertreten. Nach einem Engagement für eine Episode der Fernsehserie Seeing Things (1984) beendete Burns Mitte der 1980er Jahre ihre Schauspielkarriere und kehrte in ihre Heimatstadt zurück, um fortan als Schriftstellerin zu arbeiten. Als Koproduzentin von Filmen wie dem homoerotischen Drama All The Rage (1997) oder der romantischen Komödie Starving Artists (1999) ließ sie Ende der 1990er Jahre kurzzeitig aufhorchen.

## Filmografie (Auswahl)
- 1967: The Crucible (TV)
- 1969: Petting (Last Summer)
- 1969: Liebe, Lüge, Leidenschaft (One Life to Live, Fernsehserie)
- 1969: Ich, Natalie (Me, Natalie)
- 1971: Red Sky at Morning
- 1972: Two for the Money (TV)
- 1972: Nacht des Schreckens (Night of Terror, TV)
- 1976: Amelia Earhart (TV)
- 1976: Make-Up und Pistolen (Police Woman, Fernsehserie)
- 1976: Die Sieben-Millionen-Dollar-Frau (The Bionic Woman, Fernsehserie)
- 1982: A Christmas Carol (TV)
- 1984: Seeing Things (Fernsehserie)

## Bühnenstücke (Auswahl)
- 1968: The Prime of Miss Jean Brodie
- 1970: Dear Janet Rosenberg, Dear Mr. Kooning

## Auszeichnungen

### Oscar
- 1970: nominiert als Beste Nebendarstellerin für Petting

### Weitere
- 1968: Clarence Derwent Award für The Prime of Miss Jean Brodie
- 1970: Kansas City Film Critics Circle Award als Beste Nebendarstellerin für Petting
- 1970: Theatre World Award für Dear Janet Rosenberg, Dear Mr. Kooning